# 夏の雪 (krageの曲)
「夏の雪」（なつのゆき）は、日本の女性シンガーソングライター、krageの楽曲である。2022年10月12日にソニー・ミュージックレーベルズより配信限定で発売された。

## 概要
白川紺子の同名の小説を原作とするテレビアニメ『後宮の烏』のエンディングテーマに使用された。『後宮の烏』は後宮を舞台とし、「烏妃」と呼ばれる特別な妃・寿雪と皇帝・高峻が織りなす幻想的な物語である。作曲・編曲（作詞はkrageとの共同）は、ロックバンド・Galileo Galileiの元ギタリストである岩井郁人。暗闇に閉ざされた心が人々の温かさに触れて解れていく寿雪の願いを歌っている。krageの母が中国人であることから、演奏に二胡のサウンドや、コーラス部分の歌詞に中国語が取り入れられている。
krageは『後宮の烏』について、美しい文章で描かれた幻想的な世界観と切ない物語に魅了されたと話している。『後宮の烏』のエンディングテーマの話が来たとき、krageは自身のルーツや、歌手としてのコンセプトとの親和性が高い作品と出会うことができて嬉しかったという。楽曲は基本的に岩井郁人によって制作されたが、歌詞の中国語部分はkrageが作詞している。岩井は原作小説を入念に読み込み、「夏の雪」を含む3つの候補曲を書き下ろした。歌詞は主として烏妃・寿雪の視点が描写されており、Aメロ・Bメロでは温かい表現がされているが、サビやDメロでは儚く悲しい運命が表現されている。krageはアニメで寿雪を演じた水野朔との対談の中で、「あなたを助けたい」「あなたは私の全て」「もし時を戻せるなら」といった、寿雪の想いを考えて中国語部分を作詞したことや、苦しい境遇でも強くありたいという彼女のもどかしい願いを、本当に寿雪が歌っているかのように柔らかさと切なさを込めて歌ったことを話している。
MVは2022年10月15日にYouTubeで公開された。MVの監督を務めたのは中山佳香。母親と生き別れた娘・雪の物語を女優の石川瑠華（「雪」大人役）、二井内玲海（「雪」子役）、椿弓里奈（「雪」の母役）の3人が演じた。中山監督は「夏の雪」について、聴き手の想像力を膨らませられる壮大な世界観に惹き込まれ、中国語の響きも美しいと評している。楽曲を聴いた中山監督は、母と娘の物語として母の不在と母への愛情を描こうと考えた。また「夏の雪」というタイトルから白い羽根が舞い降りるイメージを連想し、そこから白い羽根をまるで儚い母そのものであるかのように演出している。二井内はMVでの演技について、幸福だった頃と辛く悲しい頃を交互に演じたので気持ちの切り替えが難しかったと話している。また椿弓は、最後に希望が持てる作品になっているが、娘役の二井内が無邪気で可愛く、またその演技が素晴らしかったため、辛いシーンを演じるのがとても心苦しく、映像チェックで思わず泣いてしまうほどであったと話している。krageはアニメとは異なる物語で描かれたMVについて、母娘の悲しい運命が歌詞とリンクして、美しくも悲しいストーリーに仕上がっており、羽根が美しく舞うシーンには胸に来るものがあったと話している。
2022年12月14日発売のミニアルバム『my blue』に収録された。
翌2023年1月18日には中国語バージョンが配信された。また1月23日にMVの再生回数が100万回を突破したことを記念して、昨年10月26日にZepp Hanedaにて行われたライブ「TRIAL GATE SPECIAL!」での「夏の雪」の映像が公開された。

## 収録アルバム
| 曲名   | アルバム    | 発売日         | 備考         |
| ------ | ----------- | -------------- | ------------ |
| 夏の雪 | 『my blue』 | 2022年12月14日 | ミニアルバム |